# Anel de Quaoar

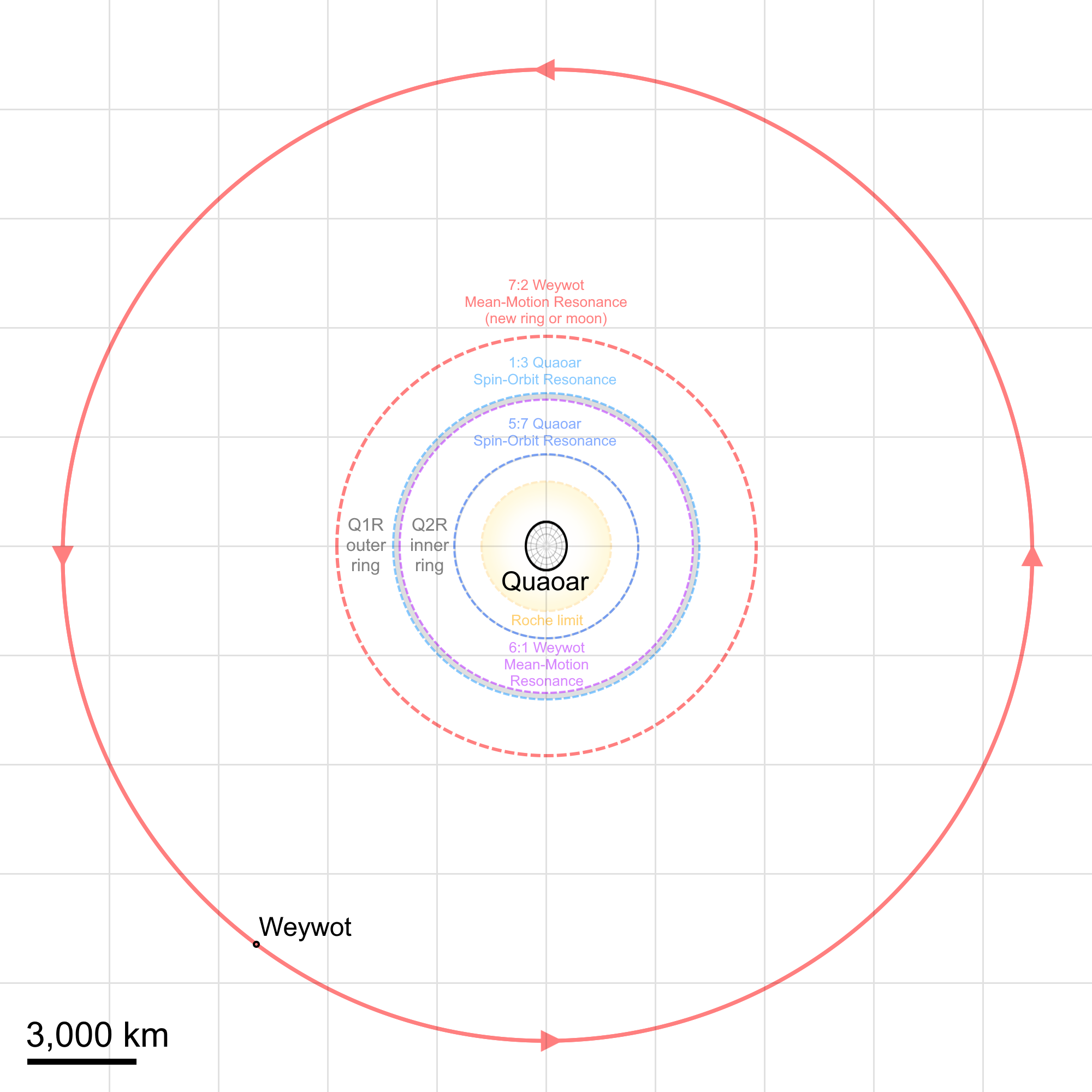
Quaoar, seu anel, e seu satélite natural Weywot.

O anel de Quaoar é um sistema de anel que orbita em torno do provável planeta anão Quaoar. Quaoar é o terceiro corpo menor do sistema solar conhecido e confirmado como tendo um sistema de anéis, depois do centauro 10199 Cáriclo e do planeta anão Haumea. Esse anel distante em torno de Quaoar foi detectado durante observações de ocultações estelares entre 2018 e 2021, feitas com observatórios em solo e com o telescópio espacial CHEOPS, da Agência Espacial Europeia (ESA); a descoberta desse anel foi anunciada publicamente em 8 de fevereiro de 2023. O anel orbita o objeto a uma distância de 4.148,4 ± 7,4 quilômetros, mais de sete vezes o raio de Quaoar e mais que o dobro da distância máxima teórica do limite de Roche. O anel não é uniforme, mas varia em largura radial de 5 a 300 quilômetros, sendo mais opaco (e mais denso) onde é estreito e menos opaco onde é mais largo; é fortemente irregular em torno de sua circunferência. A largura irregular do anel de Quaoar se assemelha ao anel F de Saturno, o que pode implicar na presença de pequenos satélites naturais de um quilômetro embutidos no anel e perturbando gravitacionalmente o material. O anel de Quaoar provavelmente consiste em partículas de gelo que colidem elasticamente umas com as outras sem acumular em uma massa maior.
O anel está ao lado da ressonância orbital de movimento médio 6:1 com o satélite natural Weywot de Quaoar a 4.021 ± 57 quilômetros e a ressonância de órbita de rotação 1:3 de Quaoar a 4.197 ± 58 quilômetros. A localização coincidente do anel nessas ressonâncias implica que eles desempenham um papel fundamental na manutenção do anel sem que ele se transforme em um único satélite natural. Em particular, o confinamento dos anéis à ressonância da órbita de rotação 1:3 pode ser comum entre os pequenos corpos anelados do Sistema Solar, como foi visto anteriormente em Cáriclo e Haumea.